# Helvete
Helvete è un album in studio del gruppo musicale grindcore svedese Nasum, pubblicato nel 2003 dalla Relapse Records.

## Tracce
1. Violation – 0:38
2. Scoop – 2:21
3. Living Next Door to Malice – 1:45
4. Stormshield – 2:23
5. Time to Discharge – 1:20
6. Bullshit – 0:46
7. Relics – 2:34
8. We Curse You All – 1:03
9. Doombringer – 2:00
10. Just Another Hog – 2:17
11. Drop Dead – 0:45
12. I Hate People – 1:36
13. Go! – 1:26
14. The Final Sleep – 1:41
15. Slaves to the Grind – 1:11
16. Breach of Integrity – 2:13
17. The Everlasting Shame – 1:25
18. Your Words Alone – 0:51
19. Preview of Hell – 1:49
20. Illogic – 1:27
21. Whip – 1:34
22. Worst Case Scenario – 1:58

## Formazione

### Gruppo
- Mieszko Talarczyk - voce e chitarra
- Anders Jakobson - batteria
- Jesper Liveröd - basso

### Altri musicisti
- Shane Embury - basso in Drop Dead e Whip
- Jörgen Knot Sandström - voce
- Rickard Alriksson - voce
- Petter Freed - chitarra in Just Another Hog